# 平成22年7月庄原豪雨
平成22年7月庄原豪雨（へいせい22ねん7がつ しょうばらごうう）とは、2010年（平成22年）7月16日に広島県庄原市で発生した、局地的な集中豪雨（いわゆるゲリラ豪雨）による水害。
この前後に梅雨前線による大雨（平成22年梅雨前線豪雨）によって全国的に災害が発生したが、本項ではその中で被害が大きく、その降雨と被害状況からのちに起こる平成26年8月豪雨による広島市の土砂災害と比較検証される、庄原市のみの災害について述べる。
他では「平成22年6月11日から7月19日までの間の豪雨による災害」として激甚災害指定、「平成22年梅雨前線による大雨」（内閣府）、「平成22年7月豪雨災害」、「平成22年7月豪雨による広島県の土砂災害」（広島県）、「7.16庄原ゲリラ豪雨」など。

## 概要
2010年夏は猛暑で、この影響で6月中旬から7月中旬にかけて停滞した梅雨前線に暖湿流が流入したことにより日本各地で大雨となり、1時間降水量80mmを超える猛烈な雨が降った地点が複数あり、特に九州南部では期間総降水量で1,500mmから2,000mmと平年の2倍の雨量に達した。その中で全国的に人的・家屋被害に見舞われた。各都道府県で最も被害が出たのが広島県で、庄原市・世羅町・三原市・呉市・廿日市市で各1人ずつ死者を出した。
庄原市での豪雨災害はそれら一連の集中豪雨災害の一つであり、7月16日夕方、市中心部から北に位置する中山間部の東西3km・南北2kmとごく狭い範囲で起こり、土砂崩落は約500箇所発生した。この災害は中山間部で起こったが、これに似た豪雨が都市部で起こったものが4年後に起こる平成26年8月豪雨による広島市の土砂災害である。

## 降水
広島県全体は瀬戸内海式気候に属するが、この地は中国山地の影響を受けるため瀬戸内海側と比べ低い気温と多い降水量の山間部特有の気候にあたる。以下、災害が起きた前後のおおまかな降水状況を記載する。
| 観測所   | 降水量 | が150mm以上 、が100mm以上、が50mm以上、がそれ以下を示す。 |
| 大屋     | 72     | が150mm以上 、が100mm以上、が50mm以上、がそれ以下を示す。 |
| 西城中野 | 52     | が150mm以上 、が100mm以上、が50mm以上、がそれ以下を示す。 |
| 比和     | 8      | が150mm以上 、が100mm以上、が50mm以上、がそれ以下を示す。 |
| 庄原     | 65     | が150mm以上 、が100mm以上、が50mm以上、がそれ以下を示す。 |
| 本村     | 3      | が150mm以上 、が100mm以上、が50mm以上、がそれ以下を示す。 |
| 永田     | 3      | が150mm以上 、が100mm以上、が50mm以上、がそれ以下を示す。 |
| 川北     | 125    | が150mm以上 、が100mm以上、が50mm以上、がそれ以下を示す。 |
| 大戸     | 173    | が150mm以上 、が100mm以上、が50mm以上、がそれ以下を示す。 |

- この年は猛暑となったこととこの豪雨は深い関係あり、詳細は2010年の猛暑 (日本)#原因を参照。
- 7月11日 : 梅雨前線が日本海海上まで北上[10]。
- 7月12日 : 南下し、西日本に停滞[10][14][15]。
- 7月13日 : 日本海海上に北上し、16日まで停滞[10]。
  - この11日から14日まで中国地方近くに存在した梅雨前線に南から暖湿流が流入し、断続的に大雨が降った[16][17][18][19]。広島県の他の市町村で災害が起きたのはこの期間である[10][13][20]。
- 7月15日 : 梅雨前線は北東に移動を始める[13]。
- 7月16日 : 前線は同日09時時点で東北地方に移動しており、中国地方上空には存在していなかった[9][10]。再び南から暖湿流が流入し、上空の寒気の影響で大気が非常に不安定になる[10]。
- 7月17日 : 全国的に梅雨明け[9]

被災地である庄原では、11日から15日まで断続的に雨が続き（先行降雨）しかも15日までの期間降水量は約250mmと多く、16日梅雨前線が移動した後も暖湿流流入により大気が不安定だったところへ積乱雲が突然発生したことにより、同日15時から降り始めた雨はゲリラ豪雨となり3時間程度同日18時頃まで続いた。場所は庄原市ほぼ中央の川北町・川西町および西城町、降雨範囲は約5km四方と狭く、特異な現象としてまずゲリラ豪雨となる直前に雹が、その後ゲリラ豪雨によって雲から真下に落ちるように「水柱」が目撃されている。

## 被害
概況
庄原では11日から続く先行降雨により市内で土砂崩れが発生していたがその時点では大きなものではなかったが、16日の豪雨で大規模な土砂災害となった。被害総額は約299.8億円（庄原市公式発表）。
災害は16日17時頃から発生し、発生地点は豪雨域よりさらに狭く市内中心部から約8km離れた南北方向に約2km・東西方向に約3kmの範囲で発生している。川北町篠堂および大津恵・西城町大戸の2地域121世帯、最大312人が避難を余儀なくされた。土砂崩落は約500箇所、うち土石流災害37箇所・がけ崩れ災害6箇所発生と、多数の斜面崩壊が起こり川北川や西城川の支流で土石流が発生、この地域の地形を激変させるほどのものとなった。
土石流で1人死亡した一方で、そこから脱出あるいは救出されたものもいる。工事中の庄原ダムの現場も被災、ちょうど橋の工事中で13人が橋脚上に取り残され、翌日ヘリコプターで救助された。
流出土壌
広島県では花崗岩とその風化残留土による土砂災害が一般的であるが、この災害発生地は流紋岩や安山岩が主体で、表層はそれらの風化残留土と崖錐そして黒ボク土が広く分布していて、これら表層土が豪雨により流された事により土石流が発生した。災害箇所の一部では、先行降雨で土中の保水力が飽和していたところへ豪雨が降ったことによりパイピング現象が起き、それにより崩壊した所もある。
土石流は表層の細粒・泥状の土壌によるもので、巨礫が少なかった。変わったものとして、土石流堆積物の中にたたら製鉄の残滓である鉄くずが発見されている。斜面上の若木だけでなく壮齢樹林も倒壊しており、豪雨の凄まじさを物語っている。